# Günther von Maltzahn

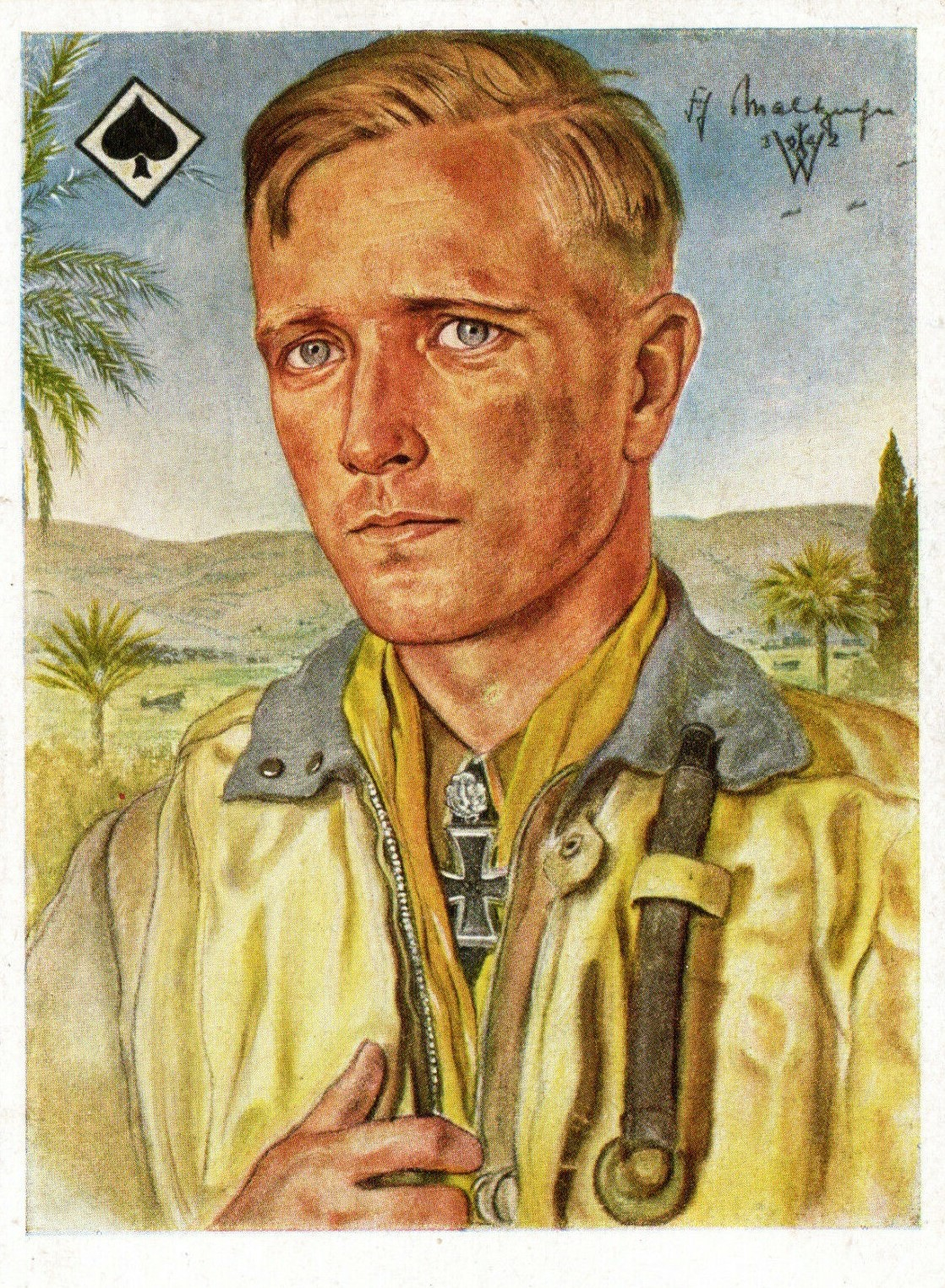
Günther von Maltzahn 1942 (Bild von Wolfgang Willrich)

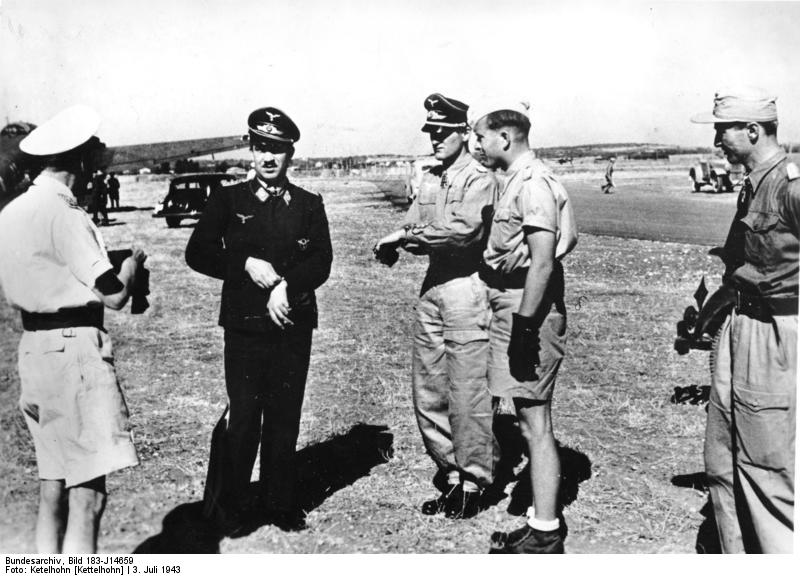
Maltzahn (zweiter von rechts) Juli 1943 in Italien

Günther Freiherr von Maltzahn (* 20. Oktober 1910 in Wodarg, Pommern; † 24. Juni 1953 in Düsseldorf) war ein deutscher Jagdflieger im Zweiten Weltkrieg, zuletzt im Rang eines Obersts, und von 1940 bis 1943 Geschwaderkommodore des Jagdgeschwaders 53.

## Leben
Von Maltzahn ist Nachfahre eines uradeligen Geschlechts aus Mecklenburg und Vorpommern. Sein Vater war der Gutsbesitzer Gerhard von Maltzahn-Wodarg, seine Mutter Helene von Borcke auf Demnitz und Millnitz. Sein Vater war das jüngste Kind von Helmuth von Maltzahn, einem Oberpräsident der Provinz Pommern und Abgeordneten im Reichstag. Günther von Maltzahn war der dritte von sechs Söhnen und insgesamt zwölf Kindern. Drei seiner Brüder fielen im Zweiten Weltkrieg. Sein Vater wurde 1945 von sowjetischen Truppen hingerichtet.
Er begann seine militärische Laufbahn 1931 beim 6. (Preußischen) Reiter-Regiment der Reichswehr. 1935 ließ er sich zur Luftwaffe versetzen, wo er eine Flugzeugführerausbildung absolvierte. 1937 heiratete Günther von Maltzahn die Tochter eines Korvettenkapitäns, Adelheid Böcking, das Paar hatte eine Tochter und drei Söhne.
Bei Ausbruch des Zweiten Weltkriegs war er Hauptmann und Gruppenkommandeur der II. Gruppe des Jagdgeschwaders 53, die in Wiesbaden-Erbenheim stationiert war. Nach dem Westfeldzug wurde er am 9. Oktober 1940 Geschwaderkommodore des Jagdgeschwaders 53. Diese Stellung behielt er bis zum 4. Oktober 1943. Kurz darauf, am 24. Oktober 1940, wurde er zum Major befördert. Nach seinem 13. Luftsieg wurde er am 30. Dezember 1940 mit dem Ritterkreuz ausgezeichnet. Am 24. Juli 1941 erhielt er nach mittlerweile 42 Luftsiegen das Eichenlaub zum Ritterkreuz. 1942 fertigte der Maler Wolfgang Willrich ein Porträt von Maltzahn an.
Ab Dezember 1941 war er mit seinem Geschwader im Mittelmeerraum eingesetzt. Am 5. Oktober 1943 wurde er als Oberst zum Jagdfliegerführer Oberitalien ernannt. Oberst Eduard Neumann löste ihn im Dezember 1944 ab.
Von Maltzahn wechselte in den Stab des Generals der Jagdflieger. Er überlebte den Krieg, in dem er insgesamt 68 Luftsiege erzielte, davon alle bis auf einen gegen westalliierte Gegner.
Nach dem Krieg arbeitete er im „Amt Blank“ am Wiederaufbau der Luftwaffe in der späteren Bundeswehr mit und war als Inspekteur der Luftwaffe vorgesehen. Ein lebensgroßes Ölbild von ihm hing (oder hängt noch) im Führungsstab der Luftwaffe (FüL) im Bundesministerium der Verteidigung auf der Hardthöhe in Bonn. Am 24. Juni 1953 starb er in Düsseldorf nach langer Krankheit (Lymphogranulomatose), deren erste Symptome sich schon während des Krieges zeigten.
In Fürstenfeldbruck ist die Günther-von-Maltzahn-Straße nach ihm benannt.